# Rodrigo Márquez
Rodrigo Leonel Márquez De Meneses, noto semplicemente come Rodrigo Márquez (Iguazú, 15 febbraio 2002), è un calciatore argentino, centrocampista del Platense in prestito dall'Independiente.

## Carriera
Cresciuto nel settore giovanile dell'Independiente, debutta in prima squadra il 19 luglio 2021 in occasione dell'incontro di Primera División pareggiato 0-0 contro l'Argentinos Juniors.

## Statistiche

### Presenze e reti nei club
Statistiche aggiornate al 2 marzo 2025.
| Stagione             | Squadra              | Campionato           | Campionato | Campionato | Coppe nazionali | Coppe nazionali | Coppe nazionali | Coppe continentali | Coppe continentali | Coppe continentali | Altre coppe | Altre coppe | Altre coppe | Totale | Totale |
| Stagione             | Squadra              | Comp                 | Pres       | Reti       | Comp            | Pres            | Reti            | Comp               | Pres               | Reti               | Comp        | Pres        | Reti        | Pres   | Reti   |
| -------------------- | -------------------- | -------------------- | ---------- | ---------- | --------------- | --------------- | --------------- | ------------------ | ------------------ | ------------------ | ----------- | ----------- | ----------- | ------ | ------ |
| 2021                 | Independiente        | PD                   | 13         | 1          | CA+CdL          | -               | -               | CS                 | 1                  | 0                  | -           | -           | -           | 14     | 1      |
| 2022                 | Independiente        | PD                   | 14         | 0          | CA+CdL          | 1+9             | 0+1             | CS                 | 3                  | 0                  | -           | -           | -           | 27     | 1      |
| 2023                 | Independiente        | PD                   | 6          | 0          | CA+CdL          | 0               | 0               | -                  | -                  | -                  | -           | -           | -           | 6      | 0      |
| 2024                 | Independiente        | PD                   | 2          | 0          | CA+CdL          | 0               | 0               | -                  | -                  | -                  | -           | -           | -           | 2      | 0      |
| Totale Independiente | Totale Independiente | Totale Independiente | 35         | 1          |                 | 10              | 1               |                    | 4                  | 0                  |             | -           | -           | 49     | 2      |
| 2024                 | Platense             | PD                   | 1          | 0          | CA+CdL          | -               | -               | -                  | -                  | -                  | -           | -           | -           | 1      | 0      |
| 2025                 | Platense             | PD                   | 3          | 0          | CA              | 0               | 0               | -                  | -                  | -                  | -           | -           | -           | 3      | 0      |
| Totale Platense      | Totale Platense      | Totale Platense      | 4          | 0          |                 | 0               | 0               |                    | -                  | -                  |             | -           | -           | 4      | 0      |
| Totale carriera      | Totale carriera      | Totale carriera      | 39         | 1          |                 | 10              | 1               |                    | 4                  | 0                  |             | -           | -           | 53     | 2      |

## Palmarès

### Club

#### Competizioni nazionali
- Campionato argentino: 1

Platense: 2025 (Apertura)